# Seznam latvijskih nogometašev
Seznam latvijskih nogometašev.

## A
- Vitalijs Astafjevs

## B
- Oļegs Blagonadeždins
- Kristaps Blanks
- Imants Bleidelis

## D
- Viktors Dobrecovs

## G
- Kaspars Gorkšs
- Kristaps Grebis

## I
- Aleksandrs Isakovs

## J
- Antons Jemelins

## K
- Gatis Kalnins
- Girts Karlsons
- Vladimirs Kolesnicenko
- Aleksandrs Kolinko
- Igors Korablovs
- Aleksejs Krucs

## L
- Juris Laizans
- Valentins Lobanovs
- Vadims Logins

## M
- Ruslans Mihalcuks
- Mihails Miholaps
- Viktors Morozs

## P
- Marians Pahars
- Andrejs Pavlovs
- Andrejs Piedels
- Andrejs Prohorenkovs
- Jurgis Pucinsks

## R
- Vits Rimkus
- Deniss Romanovs
- Andrejs Rubins

## S
- Igors Semjonovs
- Maris Smirnovs
- Genadijs Solonicins
- Igors N. Stepanovs

## Š
- Andrejs Štolcers

## V
- Andris Vanins
- Maris Verpakovskis
- Aleksejs Visnakovs

## Z
- Arturs Zakresevskis
- Vladimirs Zavoronkovs
- Mihails Zemlinskis
- Dzintars Zirnis